# 171-я стрелковая дивизия (1-го формирования)
171-я стрелковая дивизия 1-го формирования (171 сд) — воинское соединение Вооружённых Сил СССР, принимавшее участие в Великой Отечественной войне.
Боевой период: 14 июля — 27 декабря 1941 года.

## История
171 сд была развёрнута 18 сентября 1939 года на базе 38-й Донской стрелковой дивизии имени Микояна. Перед войной располагалась в Северо-Кавказском военном округе. Начало войны встретила на территории Харьковского военного округа в момент передислокации на запад.
12 июля дивизия, включённая в состав 27-го стрелкового корпуса, начала сосредотачиваться в районе Ясногородки. К полудню 15 числа она вместе с другими частями корпуса вышла на участке станция Тетерев — Микуличи к железной дороге Киев — Коростень и на следующий день вступила в бой с пехотой и танками противника на рубеже Наливайковка — Макаров. 17 июля немцы вновь пытались прорваться сквозь позиции дивизии в районе Липатовки, после чего дивизия продолжала несколько дней вести бои в этом районе.
24 июля 171 сд совместно с частями Киевского УР отразила атаку противника и заняла рубеж Забуянье — Голе — Дружня — Бородянка. 26 июля она обороняла рубеж Людвиновка — Голая. Противник в 13.00 атаковал стык между ней и 28 гсд, оттеснив правый фланг дивизии. 30 июля 27-й ск с целью сокращения фронта начал отход. 171 сд отходила на рубеж Майдановка — Ягодная — озеро в 2 км северо-восточнее Голой.
8 августа 27 ск продолжала совершенствовать оборону. 171 сд с одним полком 28-й горнострелковой дивизии окапывалась на фронте Вишняков — Дружня.
21 августа 27 ск перешёл в подчинение 37-й армии, и с наступлением темноты 171 сд начала отход за Днепр. Согласно приказу штаба 27-го ск дивизия получила две переправы у с. Глебовка и с. Ясногородка. Из её состава был выделен 713-й стрелковый полк, усиленный артиллерийским дивизионом, для формирования арьергарда с целью прикрыть направление на Горностайполь и днепровскую переправу за этим местечком. Днём 23 августа передовой отряд 111-й пехотной дивизии немцев при поддержке подразделений 11-й танковой дивизии рассеяли 713-й сп в 10 километрах к западу от Горностайполя, а затем, вечером, захватили саму переправу через Днепр. Основные силы 171-й сд в целом без помех отошли за реку, заняв позиции в районе Сваромье — Чернин.
В ходе боевых действий 7—9 сентября дивизия потеряла убитыми 64 человека.
14 сентября немецкие войска сомкнули кольцо вокруг 5-й, 21-й, 26-й и 37-й армий, образовав Киевский котёл. 21 числа уже непосредственно сама дивизия оказалась в окружении немцев и была уничтожена. Её командир А. Будыхо был тяжело ранен и 22 сентября взят в плен. Впоследствии он сотрудничал с генералом Власовым. Сменивший Будыхо полковник Ш. Алькаев 27 сентября тоже оказался в плену и затем пошёл на сотрудничество с немцами, служа в созданном ими Волжско-Татарском легионе.
Официально расформирование дивизии произошло 27 декабря 1941 года согласно приказу НКО СССР № 00131 «Перевод стрелковых дивизий на новые штаты (и расформировании соединений)».

## Состав
- 380-й стрелковый полк
- 525-й стрелковый полк
- 713-й стрелковый полк (капитан А. А. Донец)
- 357-й лёгкий артиллерийский полк
- 478-й гаубичный артиллерийский полк
- 121-й отдельный зенитный артиллерийский дивизион
- 131-й разведывательный батальон
- 120-й сапёрный батальон
- 140-й отдельный батальон связи
- 119-й медико-санитарный батальон
- 183-я отдельная рота химзащиты
- 138-й автотранспортный батальон
- 114-я полевая хлебопекарня
- 205-я полевая почтовая станция
- 222-я полевая касса Госбанка

## Подчинение
| На дату    | Фронт              | Армия      | Корпус                 |
| ---------- | ------------------ | ---------- | ---------------------- |
| 22.06.1941 | Резерв Ставки ГК   | 19-я армия | 34-й стрелковый корпус |
| 01.07.1941 | Юго-Западный фронт | -          | -                      |
| 10.07.1941 | Юго-Западный фронт | -          | 27-й стрелковый корпус |
| 01.08.1941 | Юго-Западный фронт | -          | 27-й стрелковый корпус |
| 01.09.1941 | Юго-Западный фронт | 37-я армия | -                      |

## Командиры дивизии
- Будыхо, Александр Ефимович (19.08.1939 — 15.09.1941), комбриг (с 05.06.40 — генерал-майор)
- Алькаев, Шакир Ибрагимович, начальник штаба (врид 26-27 сентября 1941), полковник.